# Heteroteucha dichroella
Heteroteucha dichroella är en fjärilsart som först beskrevs av Philipp Christoph Zeller 1877.  Heteroteucha dichroella ingår i släktet Heteroteucha och familjen praktmalar, Oecophoridae. Inga underarter finns listade i Catalogue of Life.